# Мірлінд Даку
Мірлінд Даку (алб. Mirlind Daku, нар. 1 січня 1998, Гнілане, Сербія та Чорногорія) — косовський футболіст, нападник російського клубу «Рубін», з 2020 по 2021 захищав кольори національної збірної Косова, з 2023 року виступає за збірну Албанії.

## Клубна кар'єра
Вихованець клубу «Айвалія» Мірлінд 24 січня 2017 року підписав контракт з «Ллапі».
20 липня 2018 року Даку перейшов до клубу «Осієк» ІІ з яким уклав чотирирічний контракт. 25 серпня 2018 року дебютував у виїзній грі 2–2 проти «Шибеника» вийшовши у стартовому складі. Вісім днів потому забив свій перший гол за «Осієк» II.
24 липня 2019 року на правах оренди перейшов до албанського клубу «Кукесі». 18 серпня 2019 року дебютував у складі «Кукесі» в матчі Суперкубку Албанії вийшовши на заміну проти команди «Партизані». Через місяць Даку забив свій перший гол за «Кукесі» у виїзній перемозі 3–1 в Кубку Албанії.
11 січня 2020 року Даку на правах оренди перейшов до косовського клубу «Балкані».
24 червня 2021 року Мірлінд повернувся до хорватського клубу «Осієк». 9 серпня 2021 року сторони уклали чотирирічний контракт.
7 лютого 2022 року Даку на правах оренди перейшов до словенського клубу «Мура». У червні 2022 року сторони продовжили умови контракту на рік.
11 червня 2023 року Мірлінд уклав трирічний контракт з російським клубом «Рубін» (Казань).

## Виступи за збірні

### Косово
З 2017 по 2020 роки захищав кольори молодіжної збірної Косово.
28 січня 2018 року Мірлінд дебютував у складі національної збірної Косово в товариській грі проти Азербайджану. Однак через два дні матч був скасований. Таким чином його дебют відбувся 11 листопада 2020 року в товариському матчі проти Албанії після того, як вийшов на заміну на 84-й хвилині замість Флорана Хадергьоная.

### Албанія
У червні 2023 Даку отримав громадянство Албанії та отримав право виступати за збірну Албанії. 1 вересня 2023 року він отримав виклик до збірної Албанії на матчі відбору на Євро-2024 проти Чехії та Польщі. Дебютував 7 вересня в матчі проти чехів, вийшовши на заміну в другому таймі. Вже у другому матчі проти поляків Мірлінд відзначився забитим голом, загальний рахунок гри 2–0 на користь албанців.

## Титули і досягнення
- Найкращий бомбардир косовського чемпіонату: 2020–21[24]